# Doporučení pro resuscitaci
Doporučení pro resuscitaci jsou doporučené postupy pro resuscitaci. Prochází postupným vývojem a jiná doporučení jsou pro laické zachránce a pro zdravotníky a vyškolené osoby.

## Historie
Snaha zachránit lidský život je tu bezpochyby již od pradávna. Zmínky o oživování člověka lze nalézt již na malbách ve starém Egyptě. První lékařskou zprávu o resuscitaci podal v roce 1744 Dr. Tosca. Počátky umělého dýchání popisuje Silvestra- Brosche. Nejednalo se však o umělé dýchání z plic do plic, ale o metodu, kdy se přitlačovaly horní končetiny na hrudník. Pravidla pro tzv. „moderní resuscitaci“ vytvořil v roce 1960 lékař prof. Peter Safar. Byl to právě on, kdo vypracoval přehlednou metodu A-B-C resuscitace. Tato mnemotechnická pomůcka slouží dodnes. Jednotlivá písmena značí jednotlivé kroky používané v laické resuscitaci.
- A = airways, zajištění průchodnosti dýchacích cest,
- B = breathing, umělá ventilace,
- C = circulation, zajištění krevního oběhu.

Mimo těchto tří písmen, rozšířil resuscitaci i o další kroky, používané při rozšířené neodkladné resuscitaci.
- D = drugs, léky
- E = ECG, analýza srdečního rytmu
- F = Fibrilation treatment - defibrilace

Tato resuscitační abeceda dala základ pro vytvoření prvních celosvětových směrnic.

## Organizace zabývající se tvorbou resuscitačních Guidelines
- Americká kardiologická asociace (American Heart Association, AHA) je nezisková organizace v USA se sídlem v Dallasu. Zabývá se snížením kardiovaskulárních onemocnění.

- Evropská rada pro resuscitaci (European Resuscitation Council, ERC) je organizace se sídlem v Bruselu. V zájmu zachování lidského života se snaží vytvářet nejlepší postupy pro neodkladnou resuscitaci.

- Mezinárodní styčná komise pro resuscitaci (International Liaison Committee on Resuscitation, ILCOR) je dnes celosvětově uznávanou vrcholovou autoritou.[zdroj⁠?!]

ILCOR tvoří dále tyto organizace:
- Americká zdravotní nadace (IAHF)
- Asijská rada resuscitace (Resuscitation Council of Asia, RCA]
- Australský a novozélandský výbor pro resuscitaci (ANZCO)
- Jihoafrická rada pro resuscitaci (RCSA)
- Kanadská nadace na podporu srdce a mozku (HSFC)

## První GUIDELINES
V roce 2000 se tyto tři mezinárodní organizace sešly a vydaly doporučení resuscitačních postupů, které navíc rozšířily o aktivaci záchranného řetězce. Vzniknula první celosvětová doporučení pro resuscitaci pod názvem Guidelines 2000.S rostoucí úrovní medicíny a nových poznatků se tato doporučení každých pět let aktualizují. Další doporučení vyšla tedy v roce 2005 a dnes nejnovější jsou GUIDELINES 2010.
Kromě evropské rady pro resuscitaci vydává svoje doporučení také Americká kardiologická asociace (American Heart Association, AHA). Ta v roce 2008 vydala své doporučení, dle kterého nezkušený laik není povinen při resuscitaci zapojovat úkon dýchání z plic do plic.
Přestože se tyto dvě instituce svými doporučeními v některých detailech rozcházejí, zejména v poslední době se shodují na té nejzákladnější myšlence.
Zejména u dospělých je (až na výjimky) mnohem důležitější provádět nepřímou srdeční masáž, než provádění nepřímého umělého dýchání z plic do plic.

## Guidelines 2010
Na základě American Heart Association a European Resuscitation Council platí od 18. října 2010 následující doporučení pro resuscitaci.
Doporučení pro resuscitaci není pro všechny situace stejné. Celkem lze doporučení rozdělit do 6 skupin. Rozeznává se resuscitace laikem, resuscitace zdravotníkem či školeným zachráncem a pro profesionální posádky zdravotnické záchranné služby platí tzv. rozšířená neodkladná resuscitace. Celé toto dělení se navíc ještě dělí pro děti a dospělé.
Zatím (prosinec 2010) neexistuje oficiální překlad guidelines 2010 do českého jazyka. Někteří odborníci si je již přepracovali pro své potřeby (viz níže - Interpretace nových guidelines 2010). První neoficiální překlad vznikl na stránkách Přednemocniční neodkladná péče (https://web.archive.org/web/20170914162231/http://patekolo.org/). Neoficiální překlad nových guidelines 2010 najdete pod těmito odkazy:
Základní neodkladná resuscitace - basic life support (BLS): https://web.archive.org/web/20110522051414/http://zachrana.patekolo.org/erc-guidelines-2010-preklad-cestina/
Rozšířená neodkladná resuscitace - advanced life support (ALS): https://web.archive.org/web/20110206035538/http://zachrana.patekolo.org/erc-guidelines-2010-advanced-life-support-als-prvni-neoficialni-preklad-do-cestiny/
Obstrukce dýchacích cest: https://web.archive.org/web/20110205160802/http://zachrana.patekolo.org/erc-guidelines-2010-obstrukce-dychacich-cest-preklad-cestina/

## Základní neodkladná resuscitace dospělých a dětí pro laické zachránce.
- Začít s oživováním je nutno u lidí, kteří nekomunikují a nedýchají, nebo mají pouze lapavé dechy.
- Pokud jste svědky případu podle zmíněných kritérií, okamžitě volejte na linku. 155, případně 112.
- Pokud je možno použít AED defibrilátor, použijte ho dle jeho instrukcí.
- Začněte se samostatnou resuscitací.

Samotná resuscitace:
Nepřímá srdeční masáž se provádí frekvencí 100× za 1 minutu do hloubky nejméně 5cm u dospělých a u dětí do 1/3 hrudníku.
Masáž je potřeba začít včas a komprese hrudníku provádět nepřetržitě až do příjezdu záchranné služby! Přestat s masáží lze pouze, když začne pacient dýchat zcela normálně a pravidelně a nemáte li o tom žádné pochybnosti.

## Základní neodkladná resuscitace pro zdravotníky a školené zachránce

### Dospělí
- Začít s oživováním je nutno u lidí, kteří nekomunikují a nedýchají, nebo mají pouze lapavé dechy.
- Pokud jste svědky případu podle zmíněných kritérií, okamžitě volejte na linku 155, případně 112.
- Pokud je možno použít AED defibrilátor, použijte ho dle jeho instrukcí.
- Začněte se samostatnou resuscitací

Samotná resuscitace:
- Zakloň hlavu, uvolněte dýchací cesty a začněte s resuscitací.
- Nepřímou srdeční masáž prováděj uprostřed hrudníku 100× za 1 minutu do hloubky 5 cm v kombinaci s dýcháním z plic do plic v poměru 30:2. Délka vdechu by měla trvat cca 1 sekundu takovým objemem vzduchu, který viditelně zvedá hrudník.
- Masáž je potřeba začít včas a komprese hrudníku provádět nepřetržitě až do příjezdu záchranné služby! Přestat s masáží lze pouze, když začne pacient dýchat zcela normálně a pravidelně a nemáte-li o tom žádné pochybnosti.[2]

### Děti
- Začít s oživováním je nutno u lidí, kteří nekomunikují a nedýchají, nebo mají pouze lapavé dechy.
- Pokud jste svědky případu podle zmíněných kritérií, okamžitě volejte na linku 155, případně 112.
- Pokud je možno použít AED defibrilátor, použijte ho. Sílu výboje nastavte na 2-4 J/Kg.
- Začněte se samostatnou resuscitací.

Samotná resuscitace:
- Zakloňte hlavu, uvolněte dýchací cesty a začněte s resuscitací.
- Nepřímou srdeční masáž provádějte uprostřed hrudníku 100× za 1 minutu do hloubky nejméně 1/3 hrudníku v kombinaci s dýcháním z plic do plic v poměru 30:2 při jednom zachránci. Pokud je zachránců dva a více, změňte poměr na 15:2. Délka vdechu by měla trvat cca 1 sekundu, takovým objemem, který viditelně zvedá hrudník.
- Masáž je potřeba začít včas a komprese hrudníku provádět nepřetržitě až do příjezdu záchranné služby! Přestat s masáží lze pouze, když začne pacient dýchat zcela normálně a pravidelně a nemáte-li o tom žádné pochybnosti.[3]